# Torre Snia Viscosa
La Torre Snia Viscosa (anche nota come la Torre San Babila), è un grattacielo che si trova a Milano, in corso Giacomo Matteotti al civico 11, nel pieno centro storico della città, nei pressi di piazza San Babila.

## Storia
Fu costruito nel 1937 su progetto dell'architetto Alessandro Rimini, seguendo la vasta opera di urbanizzazione che ebbe piazza San Babila e suoi dintorni durante il ventennio fascista con il nuovo piano regolatore di Cesare Albertini. Il committente che volle l'edificazione del palazzo fu l'azienda chimica Snia Viscosa (da cui il nome dell'edificio) il cui obiettivo fu quello di realizzare una sede di rappresentanza per la società.

## Descrizione
Alto 60 metri per 15 piani, è stato il primo, e per 14 anni il più alto, grattacielo di Milano (insieme alla Torre Locatelli). 
L'edificio, costruito su di un lotto trapezoidale, si riduce a partire dal quinto piano per ospitare due vaste terrazze che si affacciano su via Monte Napoleone e via Bagutta, per ridursi ulteriormente negli ultimi due piani.
Esternamente si presenta in larga parte rivestita da lastre di trachite gialla di Montegrotto mentre le cornici delle finestre e il portico d'ingresso sono in serpentino verde, a dare uno studiato gioco cromatico all'intera struttura (da notarsi l'utilizzo del serpentino anche per l'ultimo piano calpestabile ed i marcapiano).
L'architettura, sobria, notevolmente curata e d'indiscutibile stampo fascista, venne dai cronisti dell'epoca definita rubanuvole, nomignolo che tuttora conserva a più di 70 anni di distanza.

## Galleria d'immagini

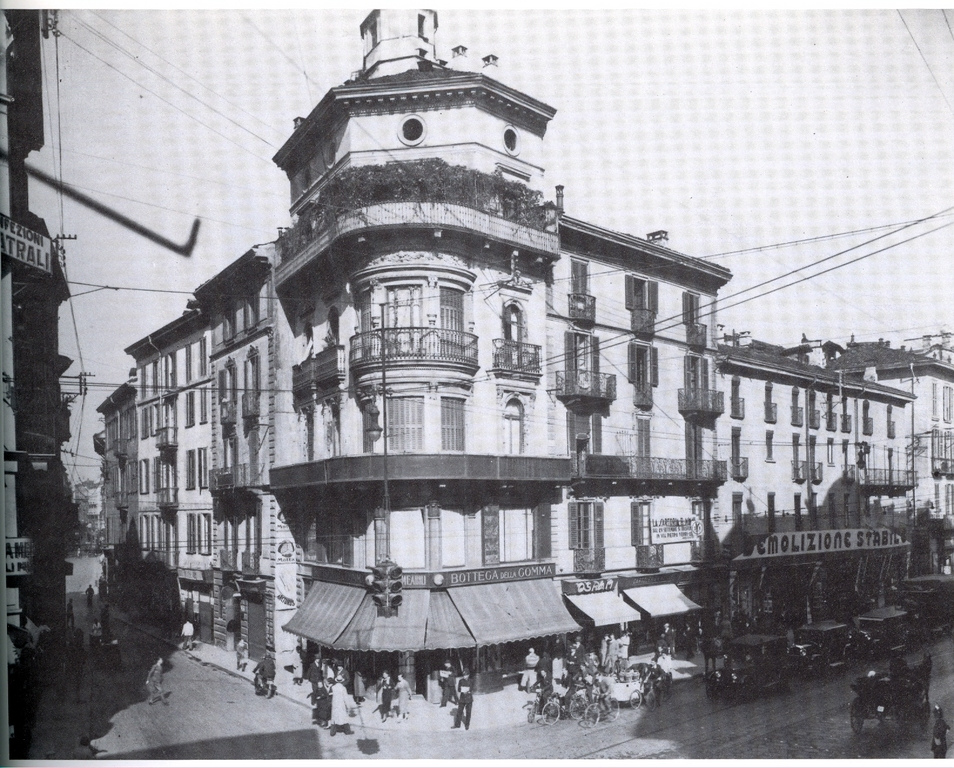
Il vecchio edificio all'angolo con via Monte Napoleone
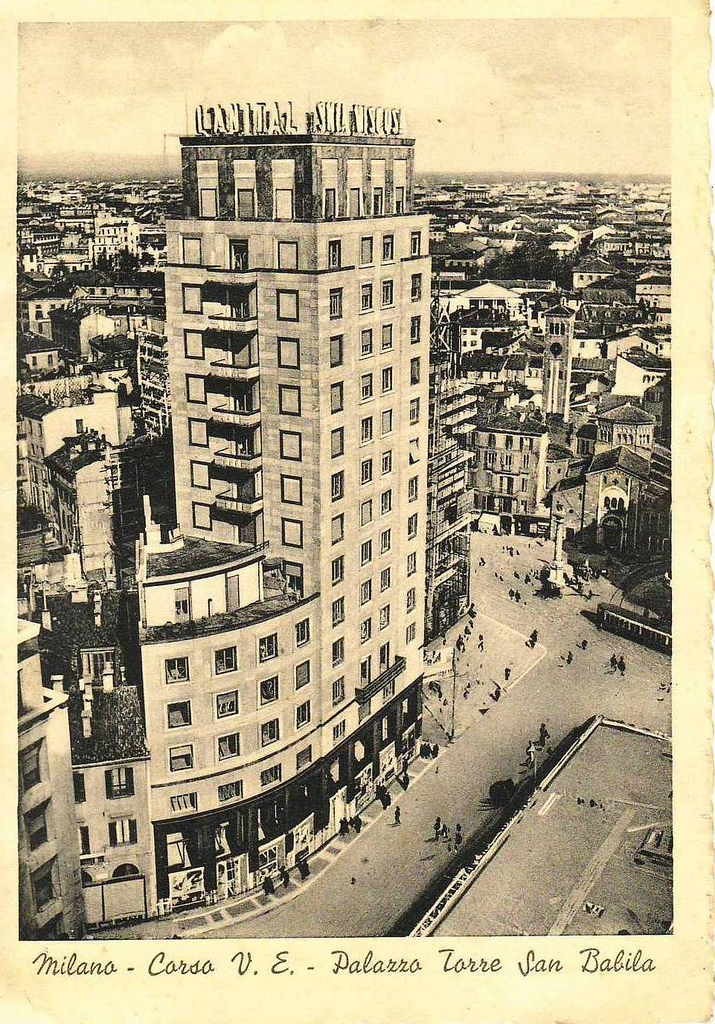
La torre in una foto d'epoca
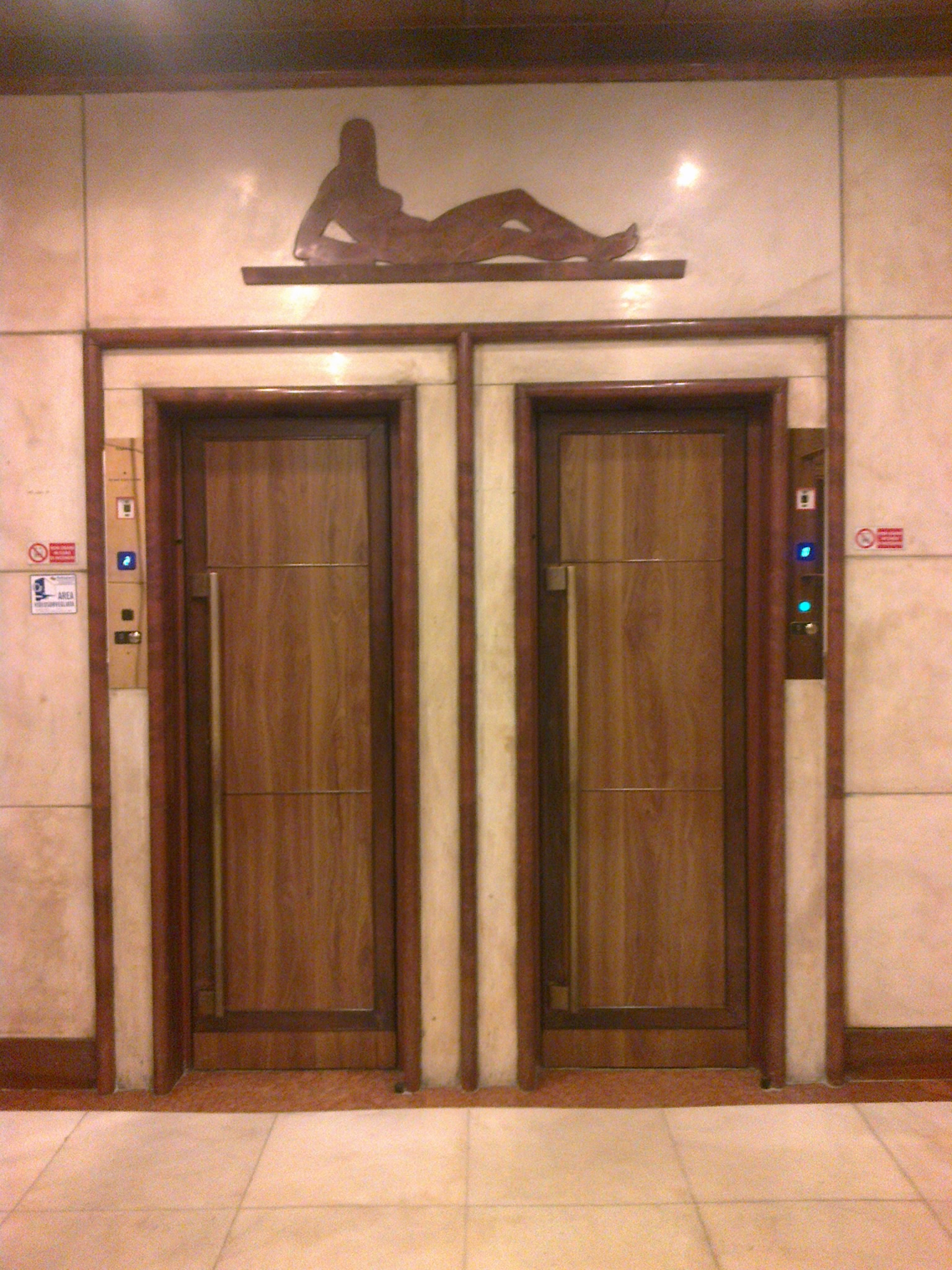
Ascensori della torre Snia Viscosa con decorazione a bassorilievo che ricorda la moglie del progettista